# Ангел Симеонов
Ангел Симеонов Георгиев е български революционер, деец на Вътрешната македонска революционна организация.

## Биография
Роден е в 1892 година в Царево село, тогава в Османската империя, днес в Северна Македония. Включва се в националноосвободителната борба и става легален деец, куриер на ВМРО в Царево село. При разкриването на комитета от сръбските власти, през август 1923 година бяга в България и става четник в четата на Дончо Христов и се неяучаства в редица сражения срещу сръбските окупационни части във Вардарска Македония.
На 19 април или 25 април 1933 година Дончо Христов заедно с Димитър Паликрушев, Стоян Георгиев, Ангел Симеонов и Васил Николов – Кучичански нападат жандармерийска станция в село Драмче и избиват 9 жандармеристи, впоследствие са обкръжени от сръбска войска и в поредната битка с бомби взривяват 20 сръбски войници, а други 40 раняват. Впоследствие четниците са убити.
На 23 февруари 1943 година вдовицата му Фима Ангелова Симеонова, на 50 години, като жителка на Царево село, подава молба за българска народна пенсия, която е одобрена и пенсията е отпусната от Министерския съвет на Царство България.